# Karl Eduard Heusner
Karl Eduard Heusner (* 8. Januar 1843 in Perl; † 27. Februar 1891 in Weimar) war ein deutscher Marineoffizier, zuletzt im Rang eines Vizeadmirals der Kaiserlichen Marine, und Staatsbeamter.

## Leben
Heusner trat 1857 als Kadett in die Preußische Marine ein und nahm zwischen 1859 und 1862 an der Expedition nach Ostasien auf der Fregatte Thetis teil. 1864 befehligte er im Deutsch-Dänischen Krieg das Kanonenboot Wespe und war am Seegefecht bei Jasmund beteiligt. Heusner wurde in den folgenden Jahren im Mittelmeer stationiert und auch nach Westindien entsandt. 1868 wurde er zum Kapitänleutnant befördert. Erst nach Ende des Krieges 1871 kehrte er nach Deutschland zurück. 1872 leitete Heusner Vermessungsarbeiten in der Ostsee und wurde 1873 Vorsitzender der Torpedoprüfungskommission. Vom 30. Juni 1877 bis 2. Oktober 1877 war er als Korvettenkapitän Kommandant der Zieten.
Ab dem 1. Oktober 1878 bis 1880 wurde er als Kommandant der Panzerkorvette Hansa nach Südamerika entsandt, um die Westindische Station der Kaiserlichen Marine zu übernehmen. Heusner sollte mit der Hansa die Station regulär besetzen und war damit der erste Kommandant der Kaiserlichen Marine, der eine überseeische Station übernahm.
Im Januar 1879 befand sich Heusner mit der Hansa im Hafen von La Guayra, da aufgrund einer Revolution in Venezuela Übergriffe auf deutsche Residenten befürchtet wurden.
Nach dem Abflauen der Unruhen besuchte Heusner im Rahmen einer Rundreise verschiedene Westindische Inseln und begab sich anschließend nach Bahia/Brasilien.
Dort erhielt er den Befehl, aufgrund des Salpeterkriegs zwischen Peru/Bolivien und Chile zum Schutz deutscher Interessen den peruanischen Hafen Callao anzulaufen. Er traf mit der Hansa am 8. September 1879 dort ein und überwachte dort außerdem auch allgemein die Einhaltung der Neutralitätsgesetze.
1881 wurde Heusner zum Kapitän zur See befördert und zum Dezernenten der militärwissenschaftlichen Abteilung in der Admiralität ernannt.
Weitere Kommandos:
- 1883 Panzerschiff Deutschland
- 1886 Panzerschiff Oldenburg
- 1887/88 das deutsche Geschwader in Australien und Ostafrika

1888 wurde Heusner Chef des Marinedepartements (Marineabteilung) in der Admiralität. In dieser Stellung wurde er am 21. Januar 1889 zum Konteradmiral befördert. Im selben Jahr wurde Heusner Staatssekretär des Reichsmarineamtes. Wegen eines Herzleidens musste er diese Stellung aufgeben und wurde am 22. April 1890 unter Verleihung des Charakters als Vizeadmiral zur Disposition und gleichzeitig à la suite des Seeoffizierkorps gestellt.
Karl Eduard Heusner starb am 27. Februar 1891 in Weimar.